# Trooping the Colour

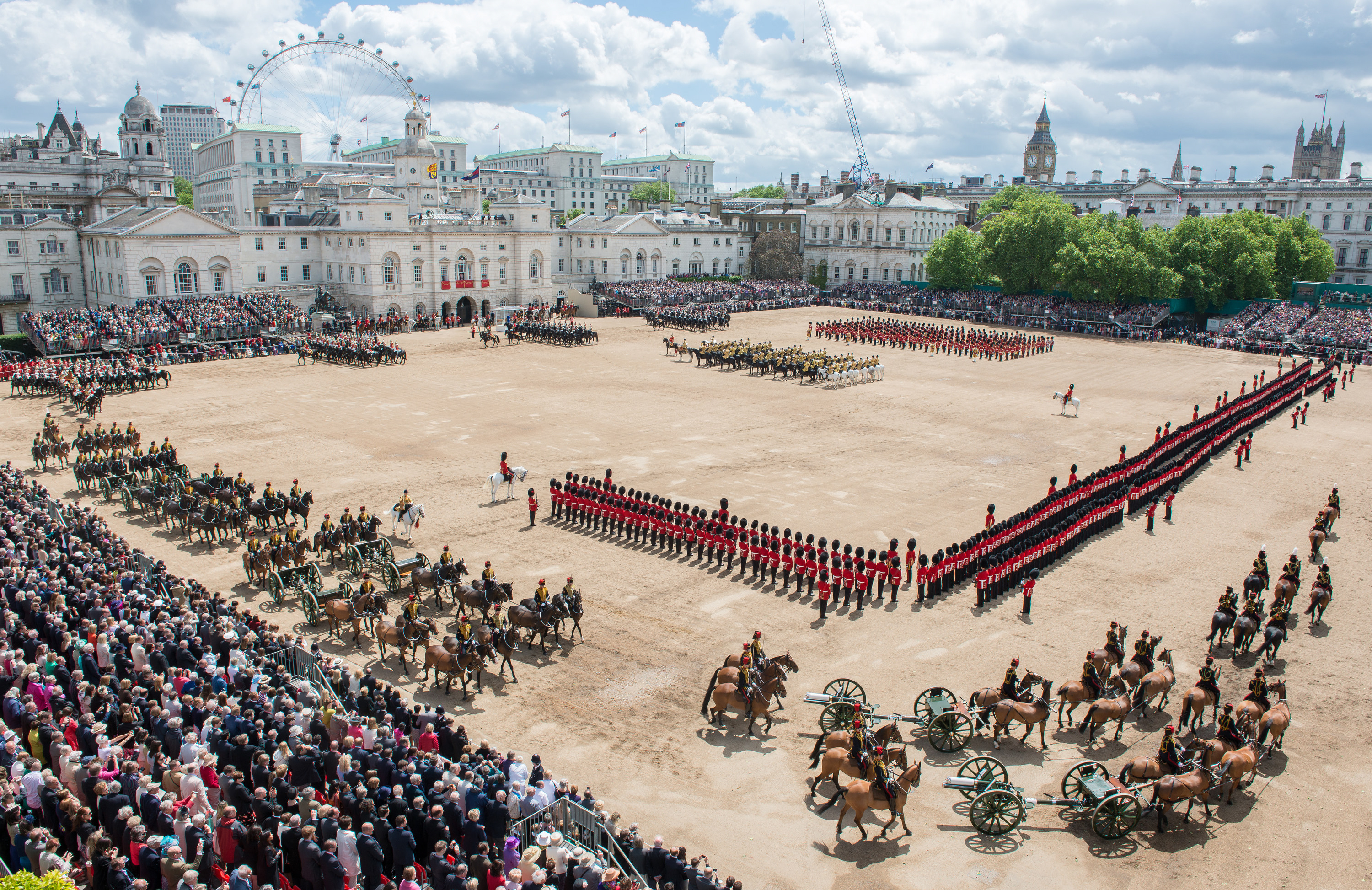
Trooping the Colour en 2013.

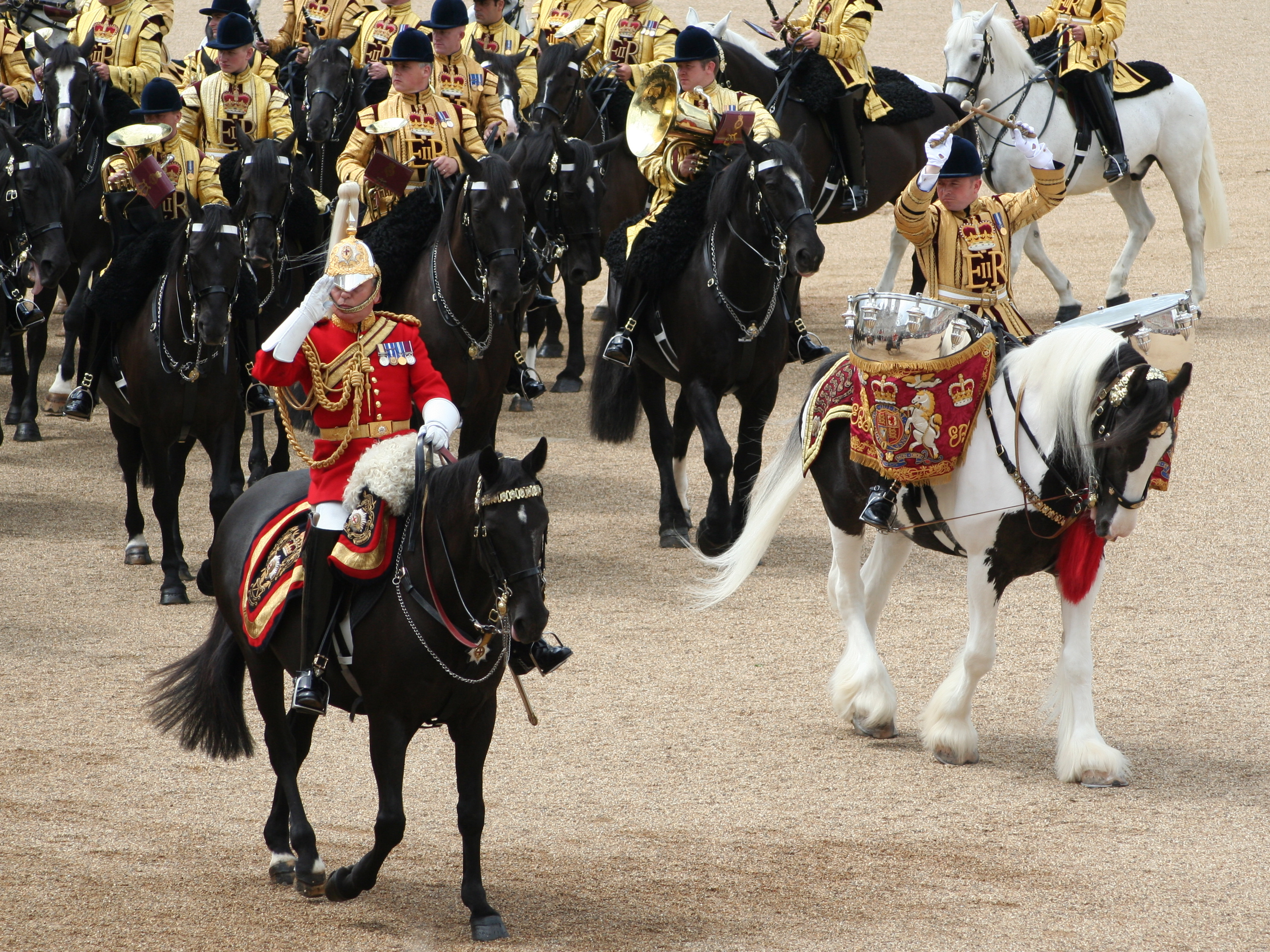
La banda de la Household Cavalry en el Trooping the Colour de 2007. El tamborilero montado en el caballo pío (blanco y negro), al saludar levantando las baquetas, controla las riendas con sus pies.

Trooping the Colour («desfile del estandarte») es una ceremonia realizada por los regimientos del Ejército británico y de otros países de la Mancomunidad de Naciones (Commonwealth). 
Aunque la ceremonia es propiamente militar, se remonta más lejos y tiene su origen en una ceremonia en el campo de batalla antes de entrar en combate. Desde 1748, se celebra el Trooping the Colour también con ocasión del cumpleaños oficial del monarca, celebrado anualmente un sábado en junio en Horse Guards Parade, junto al St James's Park en Londres.
La ceremonia comienza cuando el monarca recorre The Mall desde el palacio de Buckingham hasta Horse Guards Parade en procesión y escoltado por la Household Cavalry. Después del saludo real, pasa revista a la Household Division, tanto de los Foot Guards como de la Household Cavalry y la King's Troop, Royal Horse Artillery (artillería real). 
Cada año se selecciona a uno de los regimientos de los Foot Guards para desfilar con su estandarte. A continuación, la Household Division, con sus respectivas bandas militares, acompañadas por uno de los cuerpos de tamborileros, desfila delante del monarca.

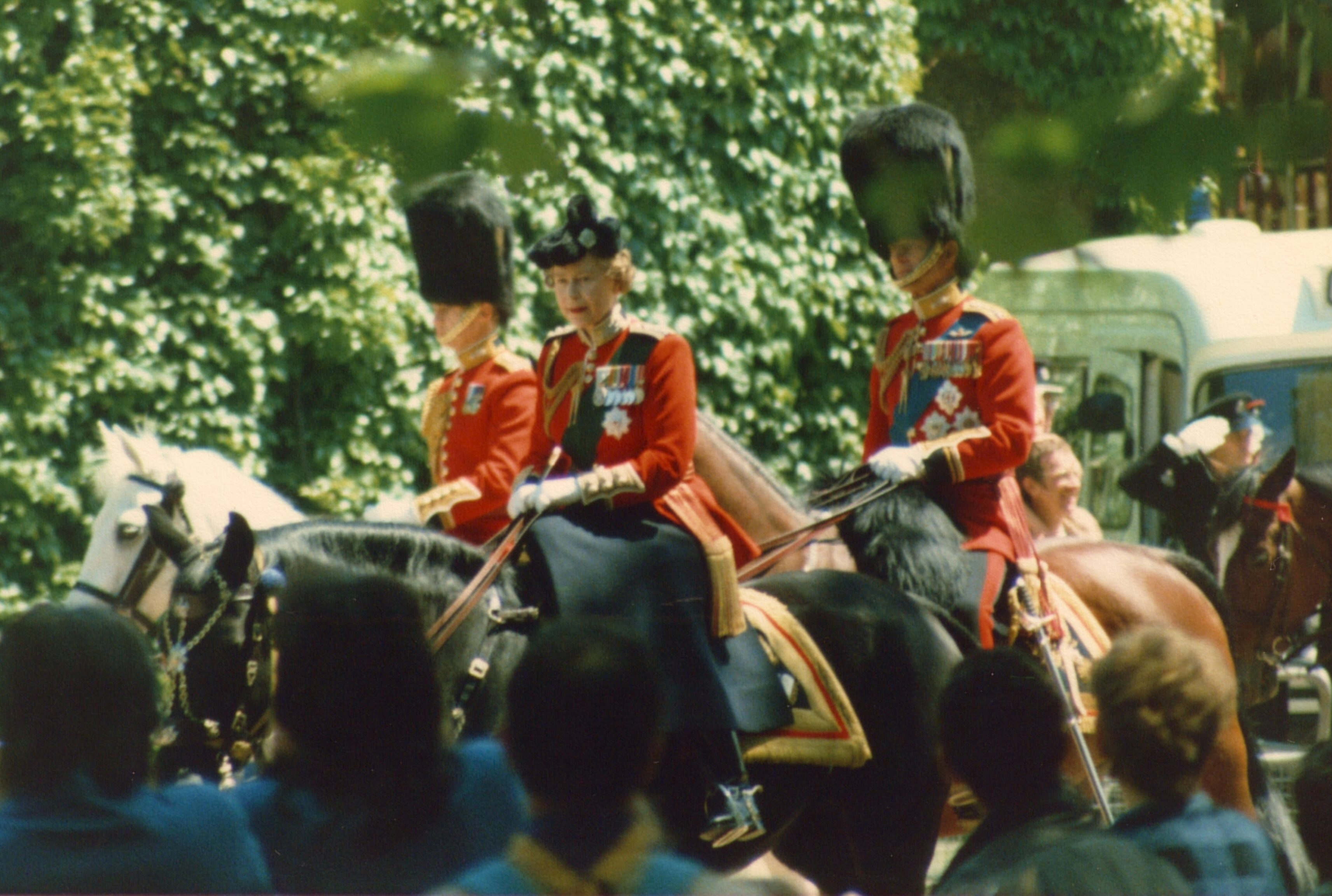
La reina Isabel II montada sobre su caballo, Burmese, en el último Trooping the Colour de este, en julio de 1986. La acompañan Carlos, el príncipe de Gales (izq.), y el duque de Edimburgo, con uniforme de gala de coronel del regimiento de la Guardia de Granaderos.

Al regresar al palacio de Buckingham, el monarca presencia otro desfile en el exterior del recinto. Tras una salva de 41 cañones desde el Green Park, acompaña a los demás miembros de la familia real en el balcón principal de palacio para ver un desfile aéreo de la Royal Air Force, incluyendo los Red Arrows.
La reina Isabel II asistió a la ceremonia todos los años de su reinado excepto en 1955, cuando una huelga nacional de trenes obligó a cancelarla. De 1969 a 1986, la reina recorría The Mall montada en su caballo, Burmese. En 1981, un hombre le disparó seis cartuchos de fogueo antes de ser reducido.